# Yo vendo unos ojos negros (canción)
«Yo vendo unos ojos negros» —conocida también como «Los ojos negros»— es una canción de inspiración folclórica chilena que forma parte del repertorio musical tradicional de dicho país y cuyo autor es desconocido. Es una tonada, aunque también ha sido adaptada a cueca. 
Uno de los primeros registros escritos que recopilaron esta canción se remonta a 1913, mientras que uno de los primeros registros sonoros aparece en el lado A del disco de vinilo que Elba Altamirano grabó circa 1940 para el sello RCA Víctor, con arreglos de Pablo Ara Lucena; fue este último quien lo habría registrado en el Departamento del Pequeño Derecho de Autor de la Universidad de Chile.